# Agéladas
Agéladas ou Hagéladas (en grec ancien Ἀγελάδας) est le nom de deux sculpteurs grecs de l'école d'Argos, l'un étant certainement le petit-fils de l'autre. Les textes anciens confondent les deux artistes.

## Agéladas I
Sa période d'activité s'étend de 520 à 490 av. J.-C..
Les textes anciens lui attribuent :
- des offrandes votives : chevaux de bronze et de prisonnières, présent des citoyens de Tarente à Delphes[3] ; une statue consacrée par Praxitèle de Syracuse[4] ; l'offrande dite des « Tarentins du Haut », en collaboration avec Onatas[5] ;
- des statues d'athlètes : effigie d'Anochos de Tarente, vainqueur du stade et du double stade aux Jeux olympiques[6] ; char de Cléosthénès d'Épidamne, vainqueur de la course de chars lors de la 66e olympiade (512 av. J.-C.)[7] ; effigie de Timasithéos de Crotone, vainqueur au pancrace aux mêmes Jeux olympiques et aux Jeux delphiques[8] ;
- un groupe de Muses, en collaboration avec Aristoclès et Canachas[9].

## Agéladas II
Sa période d'activité va de 474 à 430 av. J.-C., date à laquelle Pline situe son apogée. Il est réputé être le maître de plusieurs grands sculpteurs du premier classicisme : Myron, Polyclète et Phidias.
Il est l'auteur d'une statue de Zeus Ithomatas réalisée pour les Messéniens de Naupacte, d'un Héraclès Alexikakos à Mélitè en Attique, ainsi que d'une statue de Zeus enfant et d'un Héraclès imberbe, tous deux installés à Ægium en Achaïe.